# 中野雅臣
中野 雅臣（なかの まさおみ、1996年4月9日 - ）は、埼玉県与野市（現：さいたま市中央区）出身の元プロサッカー選手、サッカー指導者。現役時のポジションはミッドフィールダー。

## 来歴
小学校年代から東京ヴェルディの下部組織に所属。2011年より、各年代別の日本代表に選出。2013年、2013 FIFA U-17ワールドカップに出場するU-17日本代表のメンバーには当初選ばれなかったが、大会前の合宿で佐々木渉が負傷で離脱したため、追加招集でメンバー入りを果たした。グループリーグ第3戦チュニジア戦では、不慣れなセンターバックでの起用となったが、空中戦の強さと読みの鋭さ、攻撃の起点となる縦パスでチームの逆転勝利に貢献した。2014年4月、三竿健斗と共にトップチームに2種登録選手として選手登録された。同年10月、2015年シーズンからのトップチーム昇格内定が発表された。
2017年7月17日、FC今治への期限付き移籍が発表された。
2020年、東京ヴェルディに2年半ぶりに復帰。
2020年8月24日、いわてグルージャ盛岡への期限付き移籍が発表された。
2021年よりいわてグルージャ盛岡に完全移籍。
2022年11月1日、契約満了を発表。
2023年1月19日、レイラック滋賀FCに移籍。しかし2試合しか出場機会がなく、12月30日に退団を発表。
2024年2月1日、現役引退と大宮アルディージャの普及担当コーチに就任することが発表された。

## 所属クラブ
- ネオスFC（さいたま市立与野八幡小学校）
- 2009年 - 2011年 東京ヴェルディジュニアユース（さいたま市立与野東中学校）
- 2012年 - 2014年 東京ヴェルディユース（日出高等学校）
  - 2014年4月 - 同年12月 東京ヴェルディ（2種登録選手）
- 2015年 - 2020年 東京ヴェルディ
  - 2017年7月 - 2019年 FC今治（期限付き移籍）
  - 2020年8月 - 同年12月 いわてグルージャ盛岡（期限付き移籍）
- 2021年 - 2022年 いわてグルージャ盛岡
- 2023年 レイラック滋賀FC

## 個人成績
| 国内大会個人成績 | 国内大会個人成績 | 国内大会個人成績 | 国内大会個人成績 | 国内大会個人成績 | 国内大会個人成績 | 国内大会個人成績 | 国内大会個人成績 | 国内大会個人成績 | 国内大会個人成績 | 国内大会個人成績 | 国内大会個人成績 |
| 年度             | クラブ           | 背番号           | リーグ           | リーグ戦         | リーグ戦         | リーグ杯         | リーグ杯         | オープン杯       | オープン杯       | 期間通算         | 期間通算         |
| 年度             | クラブ           | 背番号           | リーグ           | 出場             | 得点             | 出場             | 得点             | 出場             | 得点             | 出場             | 得点             |
| 日本             | 日本             | 日本             | 日本             | リーグ戦         | リーグ戦         | リーグ杯         | リーグ杯         | 天皇杯           | 天皇杯           | 期間通算         | 期間通算         |
| ---------------- | ---------------- | ---------------- | ---------------- | ---------------- | ---------------- | ---------------- | ---------------- | ---------------- | ---------------- | ---------------- | ---------------- |
| 2014             | 東京V            | 37               | J2               | 2                | 0                | -                | -                | 0                | 0                | 2                | 0                |
| 2015             | 東京V            | 16               | J2               | 9                | 0                | -                | -                | 0                | 0                | 9                | 0                |
| 2016             | 東京V            | 16               | J2               | 7                | 0                | -                | -                | 0                | 0                | 7                | 0                |
| 2017             | 東京V            | 11               | J2               | 6                | 0                | -                | -                | 1                | 0                | 7                | 0                |
| 2017             | 今治             | 20               | JFL              | 5                | 0                | -                | -                | -                | -                | 5                | 0                |
| 2018             | 今治             | 20               | JFL              | 0                | 0                | -                | -                | 0                | 0                | 0                | 0                |
| 2019             | 今治             | 11               | JFL              | 13               | 0                | -                | -                | -                | -                | 13               | 0                |
| 2020             | 東京V            | 15               | J2               | 1                | 0                | -                | -                | -                | -                | 1                | 0                |
| 2020             | 岩手             | 49               | J3               | 21               | 1                | -                | -                | -                | -                | 21               | 1                |
| 2021             | 岩手             | 49               | J3               | 8                | 1                | -                | -                | 0                | 0                | 8                | 1                |
| 2022             | 岩手             | 49               | J2               | 13               | 1                | -                | -                | 0                | 0                | 13               | 1                |
| 2023             | 滋賀             | 49               | JFL              | 2                | 0                | -                | -                | 0                | 0                | 2                | 0                |
| 通算             | 日本             | 日本             | J2               | 38               | 1                | -                | -                | 1                | 0                | 39               | 1                |
| 通算             | 日本             | 日本             | J3               | 29               | 2                | -                | -                | -                | -                | 29               | 2                |
| 通算             | 日本             | 日本             | JFL              | 20               | 0                | -                | -                | 0                | 0                | 20               | 0                |
| 総通算           | 総通算           | 総通算           | 総通算           | 87               | 3                | -                | -                | 1                | 0                | 88               | 3                |

- 2014年は2種登録選手
- Jリーグ初出場 - 2014年11月9日 J2第40節 対V・ファーレン長崎（長崎県立総合運動公園陸上競技場）

## クラブ
東京ヴェルディユース
- 高円宮杯U-18サッカーリーグ プレミアリーグ イースト (2012年)

### 代表
U-19日本代表
- AFF U-19ユース選手権 (2014年)

## 代表歴
- U-15日本代表
- U-17日本代表
  - 2013 FIFA U-17ワールドカップ
- U-18日本代表
- U-19日本代表
  - 2014 AFF U-19ユース選手権

## 指導歴
- 2024年　大宮アルディージャ 普及担当コーチ
- 2025年　-　FC町田ゼルビア　
  - ジュニアコーチ